# Иван Стаменов
Иван Тодоров Стаменов е български дипломат и съветски шпионин.

## Биография
Роден е през 1893 година в София в заможно семейство. Участва в Първата световна война, след което завършва право в Софийския университет „Свети Климент Охридски“. Работи във външното министерство, като заема длъжности и в посолствата на България в Румъния и Италия. По време на престоя си в Рим е вербуван от съветското разузнаване, което му изплаща персонална пенсия до края на живота му. От 1940 до 1944 година е посланик на България в Съветския съюз, като през лятото на 1944 година правителството обмисля отзоваването му, но среща дипломатически спънки от съветска страна.
Иван Стаменов умира през 1976 година.